# Minigolf

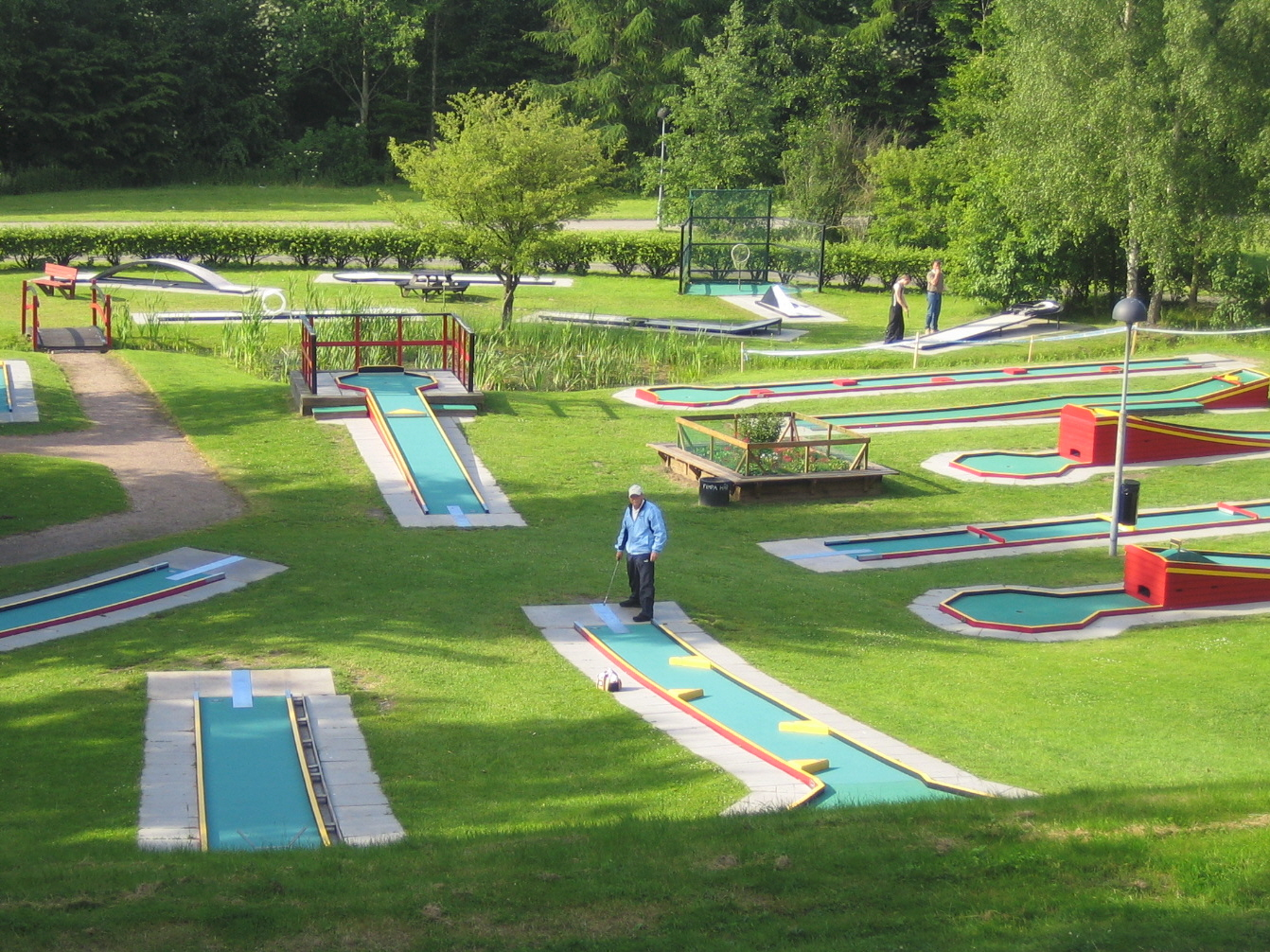
Minigolfový areál „Švédský filcgolf“

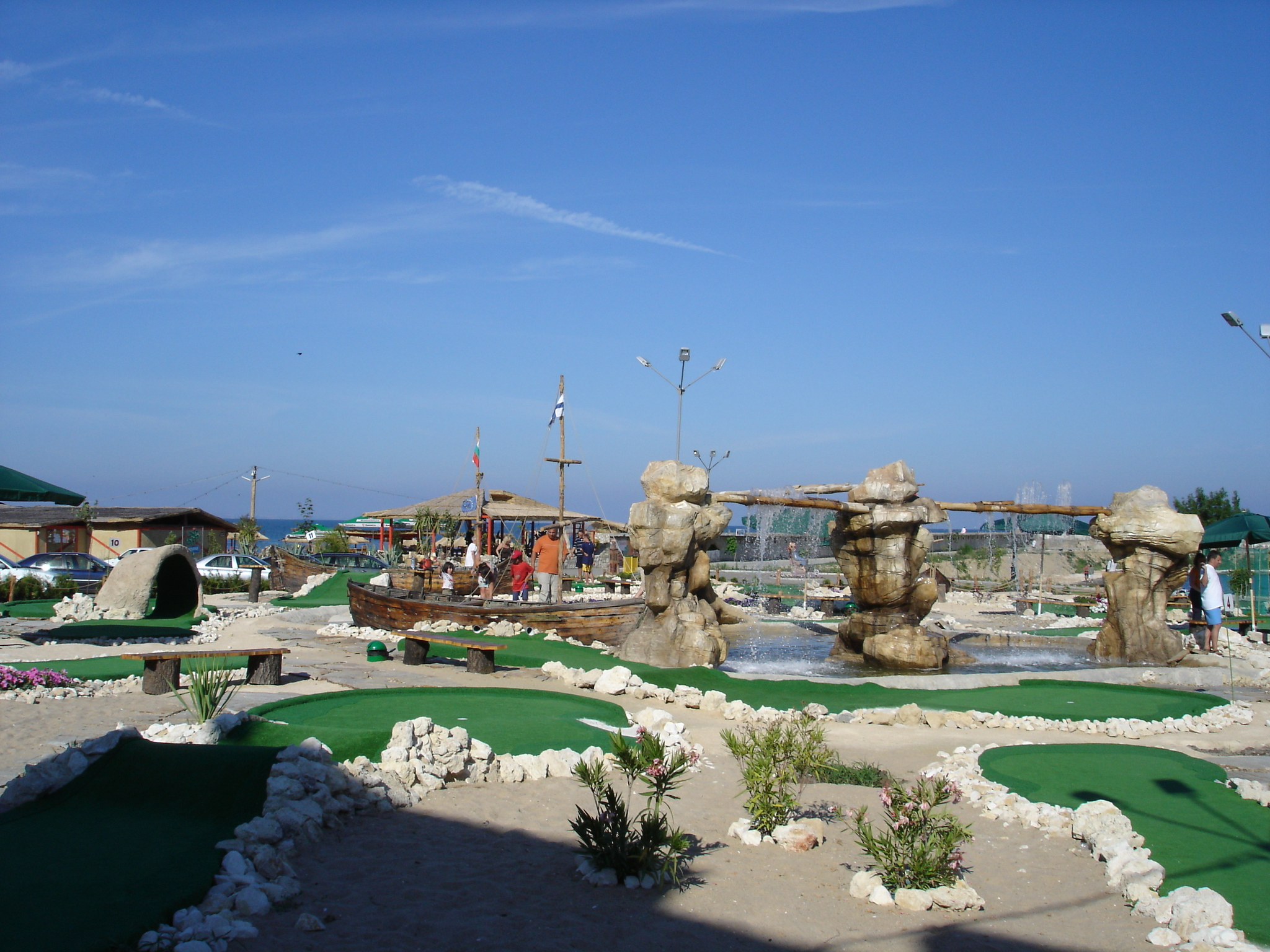
Minigolfový areál „americký fungolf“

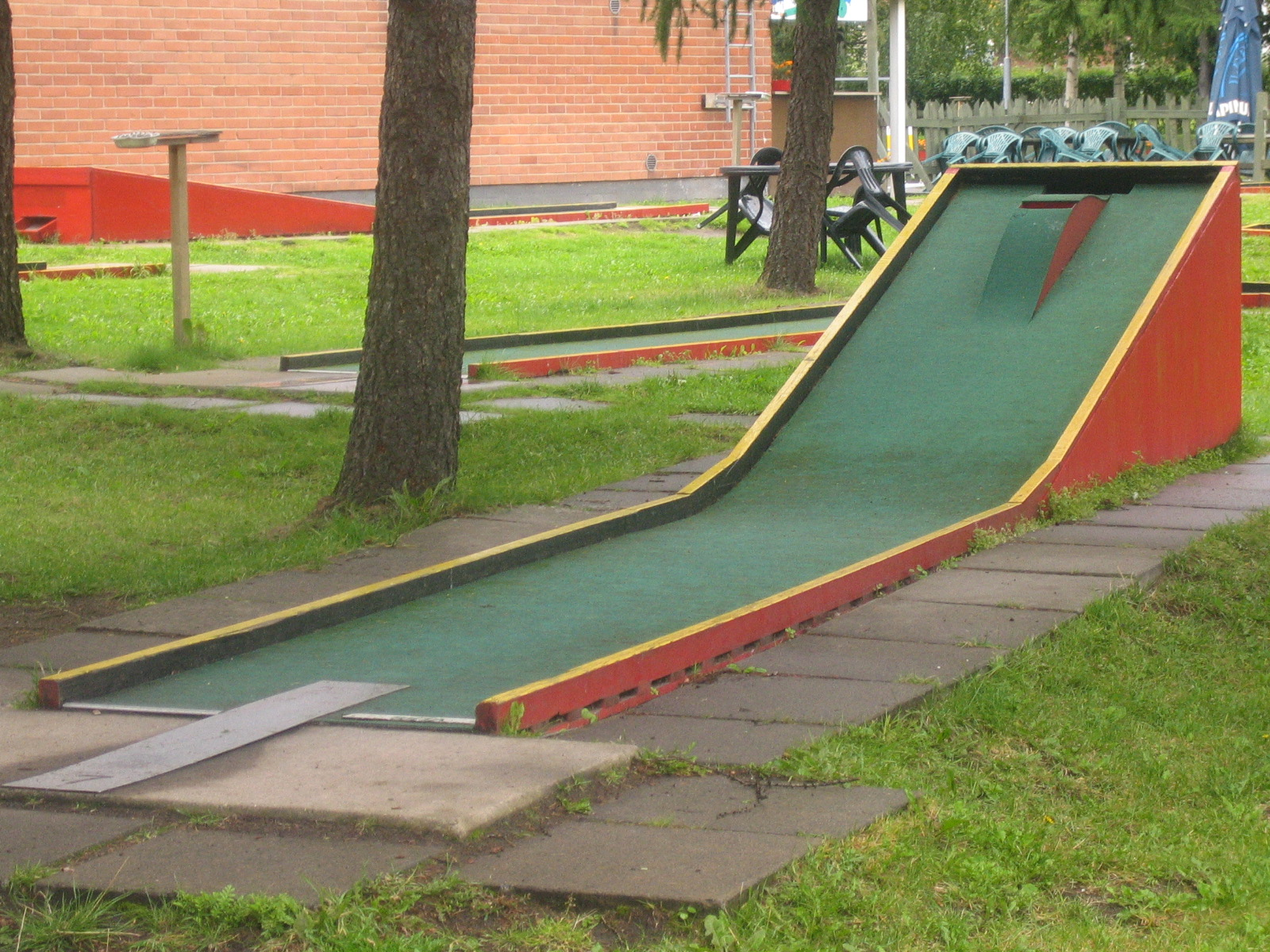
Filcgolfová dráha č.19 „Pahorek se středovou jamkou“

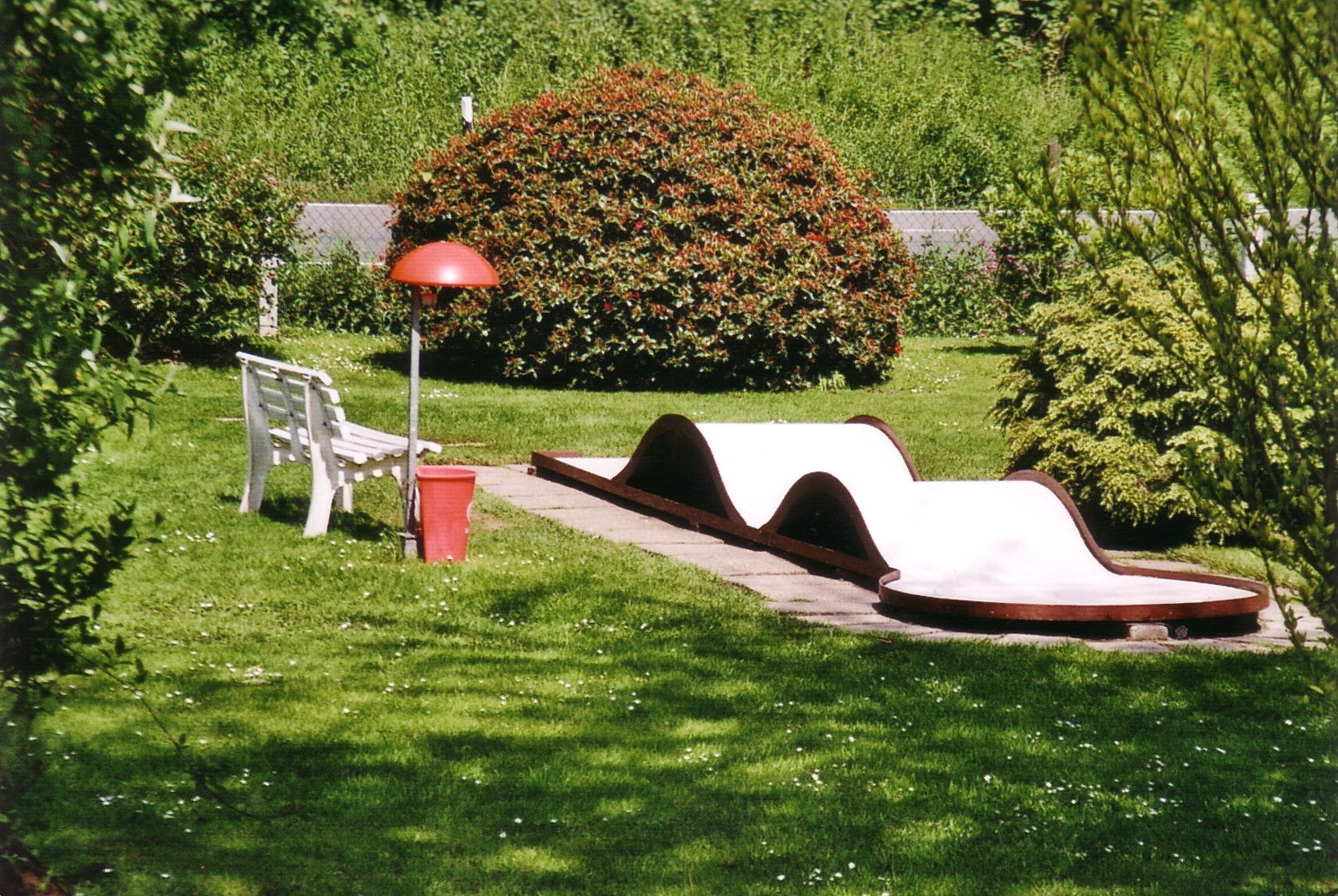
miniaturgolfová dráha „vlny“

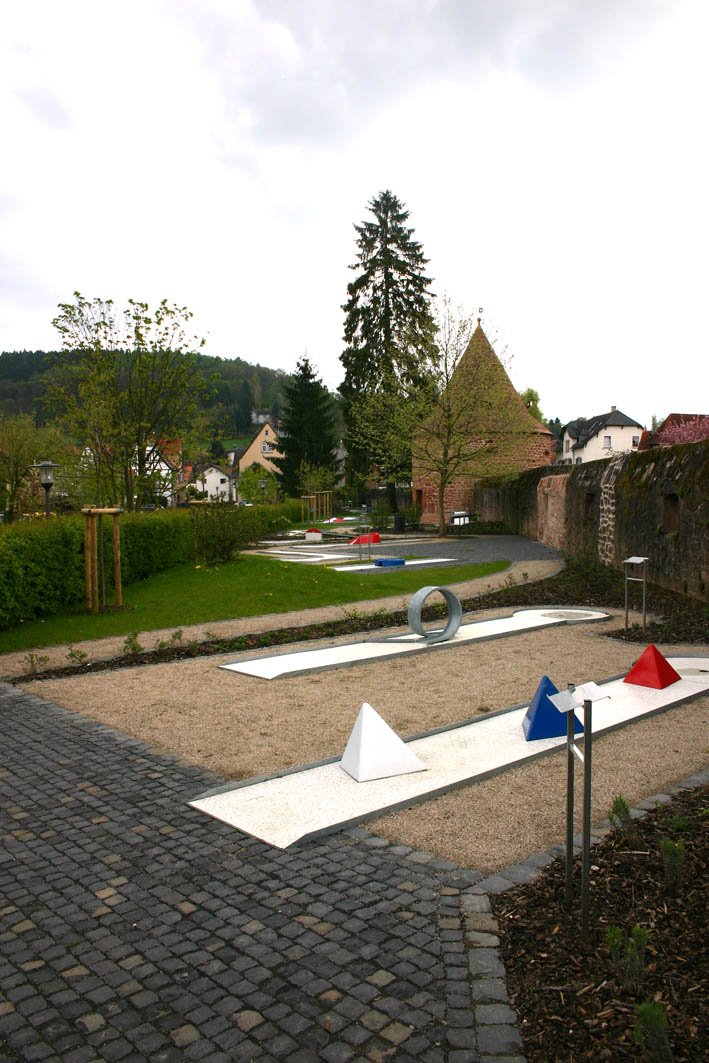
Miniaturgolfová dráha s loopingem a s pyramidami v popředí

Minigolf je miniaturní verze golfu, která se hraje na speciálním hřišti. Na výraz minigolf měla původně ochrannou známku švýcarská společnost, která vybudovala svůj vlastní patentovaný typ minigolfového hřiště.
Minigolf vznikl jako zábavně tréninkový doplněk klasického golfu ve třicátých letech v Americe. Na území Československa jej přinesl Mario Grman v šedesátých letech 20. století jako výsledek svého cestovaní světem.[zdroj?]

## Soutěže
Jednotlivé země pořádají své národní šampionáty (v Česku Český minigolfový svaz, ČMGS). Nejlepší minigolfisté se účastní mistrovství světa, případně Evropy, v juniorské i seniorské kategorii, které jsou organizovány Světovou minigolfovou federací (World Minigolf Sport Federation).

## Pravidla
V současné době jsou pro soutěže normovány tři odlišné systémy. Podstatou hry je minimálním počtem ran dopravit míč ze základního pole do cílové jamky a při tom předepsaným způsobem překonat překážku. Pokud není jamka dosažena šestou ranou, zapíše se sedmá jako trestná rána a pokračuje se na další dráze. V jednom kole se hraje 18 drah s různými překážkami. Nejlepší možný výsledek na jedno kolo je tedy 18 a nejhorší 126 ran.

## Typy minigolfu

### Miniaturgolf
Dráha pro miniaturgolf sestává z kovového rámu, v němž jsou vloženy nepochozí vláknocementové desky (eternit), na dráhy je proto zakázáno vstupovat. Pravidla zakazují i překračovat nebo přeskakovat dráhu nebo překážku (s výjimkou některých překážek, kde je to dovoleno při vybírání míčku z cíle), je však dovoleno šlápnout na kovový rám dráhy. Pro soutěže může být schváleno pouze hřiště, které obsahuje osmnáct z osmadvaceti variant standardizovaných drah. 
Standardizované dráhy:
- 1. Pyramidy
- 2. Looping
- 3. Šikmý kruh s ledvinou (ledvina)
- 4. Vlny
- 5. Šnek (smyčka)
- 6. Most
- 7. Koš (průměr obroučky koše je 50 cm), vzdálenost spodního okraje obroučky od hrací plochy je 75 cm ± 1 cm
- 8. Přímá dráha s oknem (okénko)
- 9.  Trubka (střílna) (minimální průměr trubky 50 mm, doporučený max. průměr 65 mm)
- 10. Příčky (přímá dráha s překážkami) (dvě nebo tři příčky dlouhé 40 cm)
- 11. Labyrint (4 vjezdy, z nichž jen jeden vede k cíli)
- 12. Ležaté (položené) kužely
- 13. Klíny (2 varianty)
- 14. Proudy
- 15. Středový kopec
- 16. Sopka (vulkán)
- 17. „V“ překážka
- 18. Úhel
- 19. Blesk
- 20. Přímá dráha bez překážky
- 21. Šikmý kruh bez překážky
- 22. Plošina
- 23. Okno na klínu
- 24. Šikmá dráha bez překážky
- 25. Šikmý kruh s překážkou tvaru „V“
- 26. Rampa
- 27. Kosočtverec
- 28. Přímá dráha s cílovým kopcem

Většina drah má stejný tvar se standardní délkou 6,25 m, z toho 5 m je přímá část se šířkou 0,90 m a průměrem cílového kruhu 1,40 m. Výjimkou jsou dráhy 7 (koš),  15 (středový kopec), 18 (úhel), 19 (blesk) a 22 (plošina), které mají jiný tvar a rozměry. U drah a překážek, které nejsou souměrné (1, 2, 3, 5, 10, 11, 12, 18, a 19) jsou přípustné i zrcadlové varianty. U některých drah a překážek je určeno, kudy musí míč projít; nelze například přeskočit přepážku s o kénkem u dráhy 8, trubku u dráhy 9 nebo příčky u dráhy 10.

### Betonovýminigolf
Betonový minigolf – 18 drah, betonové pochozí dráhy s kovovými mantinely.
- 1. Přímá
- 2. Cihly
- 3. Šnek
- 4. Velký hrad
- 5. Monza
- 6. Vodní příkop
- 7. Odpal
- 8. Vulkán
- 9. Velké koleno
- 10. Vlny
- 11. Banán
- 12. Úhel
- 13. Dvojitá monza
- 14. Kameny
- 15. Malý hrad
- 16. Malé koleno
- 17. Vrata
- 18. Holubník

### Švédskéfilcové dráhy
Švédské filcové dráhy – 18 drah,dřevěná nebo kovová nepochozí konstrukce s povrchem potaženým filcovým kobercem.
- Délka dráhy bez cílového kruhu: 7 – 16 m včetně startovní desky
- Délka dráhy včetně cílového kruhu: 9 – 18 m včetně startovní desky
- Šířka dráhy: 0,90 m
- Průměr cílového kruhu: 1,80 m nebo 2,40 m
- 1. Dráha s brankou

(var. č. 1 – Přímá dráha s brankou, var. č. 2 – Stoupání s brankou)
- 2. Dráha se dvěma brankami

(var. č. 1 – Přímá dráha s dvěma brankami, var. č. 2 – Stoupání s dvěma brankami)
- 3. Přímá dráha se čtyřmi až pěti schránkami
- 4. Německý stupeň

(var. č. 1 – Německý stupeň, var. č. 2 – Německý stupeň s plošinou)
- 5. Optický klam
- 6. Stoupání s otvorem
- 7. Poštovní schránka
- 8. Gentleman
- 9. Örkelljunga
- 10. Úhel (2 varianty překážky)
- 11. Úhel s prodloužením
- 12. Středový pahorek
- 13. Dráha s bočními brankami

(var. č. 1 – Přímá dráha s bočními brankami, var. č. 2 – Stoupání s bočními brankami)
- 14. Mulda
- 15. Rybí kost (4–5 překážek)
- 16. Rýna

(var. č. 1 – Rýna přímá, var. č. 2 – Rýna se stoupáním)
- 17. Stoupání s bočním otvorem
- 18. Lávka tunelem
- 19. Pahorek se středovou brankou
- 20. Blesk
- 21. Přímá dráha s vodním příkopem
- 22. Úhel s šikmým pahorkem a brankou
- 23. Esovka
- 24. Švédský stupeň
- 25. Pokladnička

### Další
Kromě těchto systémů existuje ještě řada dalších například sterngolf (cílový „kruh“ je ve tvaru hvězdy), pitpat (hraje se tágy na stolových dráhách), které ale plní formu zábavní, nikoliv soutěžní. V USA se hraje na hřištích s fantasknímí nenormovanými překážkami a každé hřiště je, obdobně jako velká golfová hřiště, originál.

### Zahradní minigolf
Dalším typem minigolfu je zahradní minigolf. Tvoří jej soubor několika typů překážek, většinou z plastu, nebo plechu. Výhodou tohoto typu minigolfu je jednoduchá příparava hřiště během několika okamžiků kdekoliv na zahradě, v kanceláři, v hotelech, restauracích, zábavných parcích apod. Nespornou výhodou je též možnost hrát téměř na jakýchkoliv površích jako tráva, beton, koberec, plovoucí podlaha, dokonce i ledová plocha. Tento typ minigolfu není soutěžní, slouží spíše pro zábavu.

### Venkovní vs. halový (indoor) minigolf
V posledních letech se i v České republice objevují výše uvedené typy minigolfu pod střechou. V případě venkovního a halového minigolfu se nedá zcela mluvit o rozdělení na různé typy. Minigolf v hale však výrazným způsobem přispívá k tomu, aby z minigolfu nebyla pouze sezonní, ale nově celoroční aktivita. Indoor minigolfy v České republice lze nalézt v Praze Nových Butovicích (Minigolf Butovice Archivováno 1. 8. 2013 na Wayback Machine.), v Olomouci, v Děčíně a v Brně.

## Vybavení

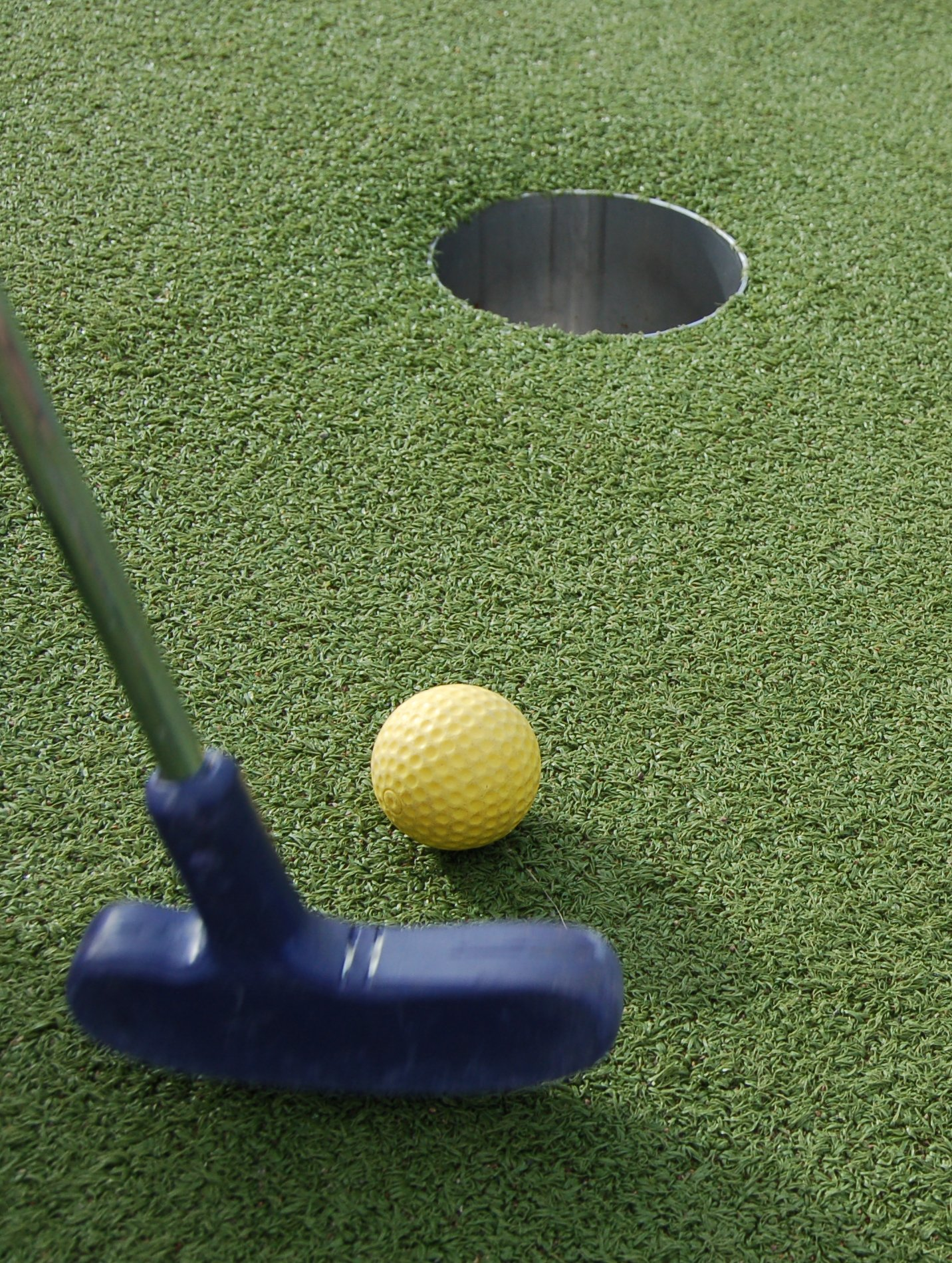
Minigolfová hůl a míček

Na rozdíl od golfu se minigolf hraje pouze jednou holí. Přípustné jsou veškeré běžné minigolfové a golfové hole. Hůl nesmí mít zaměřovací zařízení. Povoleny jsou zářezy na patce hole. Plocha patky hole nesmí přesahovat 40 cm2.
Jedna dráha se za různých povětrnostních podmínek může hrát rozdílným míčem nebo se může stejný míč nahřívat případně chladit.
Míčů, které se používají pro minigolf, je několik stovek až tisíců. Liší se v základních pěti parametrech.
- velikost (minimálně 37 mm a maximálně 43 mm)
- váha
- tvrdost
- odskok (od takzvaných tlumičů s takřka nulovým odrazem až po extrémně skákající míče. Nepřípustné jsou míče, které při volném pádu na beton z výšky 1 m při cca 25°C odskakují 85 cm nebo více.)
- povrch (hrubé nelakované, hrubý vodní lak, hladký lak)